# Rocco Bruno Murizzi
Rocco Bruno Murizzi (Tresilico, 20 agosto 1840 – 4 novembre 1918) è stato uno scultore italiano.
La sua formazione avviene nello studio dello scultore Francesco Biangardi in Napoli, ove si cimenta nelle tecniche scultoree più varie: dal legno, al marmo, al modellato su creta, alla cartapesta.
Successivamente il suo percorso artistico si muoverà attraverso diverse città della Calabria dove principalmente esegue sculture lignee per le chiese di Gioiosa Ionica di cui: San Vito e Gesù Redentore nella chiesa matrice, Santa Lucia, Santi Cosma e Damiano, Putti lignei, San Francesco da Paola, Crocifisso e Teschio nella chiesa dell'Addolorata; Sant'Anna nella chiesa di San Rocco . Altre sculture sono conservate in diverse località della costa ionica: 
Roccella Ionica: Madonna del Rosario
Santuario della Madonna della Grotta di Bombile d'Ardore: San Francesco e San Pasquale
Martone: Sacro Cuore di Maria, Cristo morto ed angeli
Cirella di Platì: Madonna del Carmine
Taurianova: Sant'Anna
San Giovanni di Gerace: Vara lignea e angeli per la statua della Madonna delle Grazie
Fabrizia: San Giuseppe, Maria Immacolata
Ardore Marina: Cristo Risorto 
Zurgonadio di Oppido Mamertina, Madonna del Rosario
a Oppido Mamertina: Annunciazione, San Giuseppe col Bambino, Sant'Anna
Tresilico: Annunciazione, Maria SS. Immacolata, Madonna e San Domenico, Santa Maria delle Grazie(prima statua), San Rocco
Careri: San Rocco, Sant'Antonio da Padova e Maria Immacolata.
Varapodio: San Nicola di Bari
Ferruzzano : Madonna del Carmine
Opere in collezioni private:
Crocifisso ligneo (Montoro), Maria Immacolata, Maria Addolorata (Catania), Bambino Benedicente (Napoli), San Giuseppe al banco di lavoro (Roma), Testina di San Francesco, bozzetto per una Pietà, Testina Filosofo (Locri), Testa di scugnizzo napoletano, bozzetto per un San Francesco, bozzetto per un San Rocco, Presepe, Busto di Nicoletta (Gioiosa Ionica), San Giuseppe con Bambino (Sydney, Australia)
Muore, il 4 novembre del 1918.